# Alexander Norén (golfspelare)
Alexander Norén, född 12 juli 1982 i Stockholm, är en svensk professionell golfspelare som spelar på PGA Tour och European Tour.

## Uppväxt
Norén är född i Stockholm, där han började spela golf på Haninge golfklubb. Han studerade på Oklahoma State University i USA innan han blev professionell år 2005.

## Professionell karriär
Norén spelade till sig en plats på Europas näst bästa tour, Challenge Tour, efter att ha kommit till finalsteget på kvalskolan för European Tour mot slutet av 2005. Under sin rookiesäsong vann han sin första professionella titel, Rolex Trophy, och slutade det året på tredje plats på Challenge Tour-rankingen och fick därmed en automatisk uppflyttningsplats till European Tour 2007.
Norén hade en stabil rookiesäsong på European Tour 2007, men ännu bättre gick det året därpå där han slutade på 31:a plats på Order of Merit. Han klarade kvalgränsen under 2008 års upplaga av British Open och var topp 10 inför tredje dagens spel, innan han till slut slutade på en 19:e plats.
Norén vann sin första titel på European Tour i september 2009 på Omega European Masters, där han slutade på -20 för att vinna över Bradley Dredge med två slag. Han slutade det året på en 25:e plats på Race to Dubai.
I juli 2011 tog Norén sin andra seger på European Tour på Saab Wales Open som spelades på The Celtic Manor Resort. Han vann återigen med två slag på -9, denna gång över fransmannen Gregory Bourdy och dansken Anders Hansen. Den här segern ledde till en inbjudan till WGC-Bridgestone på Firestone Country Club i augusti. Månaden efter vann Norén sin tredje European Tour-titel på Nordea Masters hemma i Sverige. Han ledde tävlingen från dag 1 hela vägen in i mål, en bedrift han inte klarat av tidigare i sin karriär. Efter rond 3 ledde Norén med elva slag, och trots svåra förhållanden under sista rundan vann han till slut med sju slag före Richard Finch. Han slutade det året på en 14:e plats i Race to Dubai.
Efter två fina säsonger 2012 och 2013, där han kom trea vid två tillfällen, dels på Aberdeen Asset Management Scottish Open men även på Alfred Dunhill Links Championship. Norén missade sedan 2014 års säsong på grund av tendinit i båda handlederna.

### 2015–2016
Norén kom tillbaka till tävling i januari 2015. I juni samma år vann han sin fjärde titel på European Tour genom att vinna Nordea Masters för andra gången i karriären. Han vann med fyra slag före dansken Sören Kjeldsen, efter att ha lett med två slag efter 54 hål.
Under andra halvan av 2016 hittade Norén storform där han kom att vinna fyra tävlingar på elva starter på European Tour. I juli vann han Asset Management Scottish Open, vilket spelas veckan före The open Championship med, för sin femte titel på touren. Han vann med ett slag före Tyrrell Hatton. Den här seger fortsatte Noréns trend att leda alla tävlingar han vunnit efter 3 rundor, och det var även den första gången han har vunnit  säsonger i rad.
Efter att ha kommit två i Paul Lawrie Matchplay i augusti, vann han Omega European Masters i september efter att ha vunnit i särspel mot Scott Hend. Det var hans andra seger i den tävlingen. Månaden senare tog han sin tredje seger för säsongen genom att vinna British Masters på The Groove. Segern lyfte Norén till en 18:e plats på den officiella världsrankingen.
I november vann han sin fjärde titel under 2016 på Nedbank Golf Challenge. Segersumman på  $1 166 660 var hans största i karriären dittills. Han började den sista rundan sex slag bakom ledande Wang Jeung-Hun för att sedan avsluta sex slag före efter en avslutande rekordrunda på 63 slag (-9). I och med den segern klättrade han till en tredje plats i Race to Dubai och till nia på den officiella världsrankingen. Norén blev då den blott fjärde svenska spelaren att befinna sig topp tio på världsrankingen efter Henrik Stenson, Robert Karlsson och Jesper Parnevik.

### 2016–2017
I maj 2017 vann han flaggskeppstävlingen på European Tour BMW PGA Championship. Han vann med två slag före British Open-mästaren Francesco Molinari.
Norén kvalificerade sig för PGA Tour via non-membership Fedex Cup poäng. I januari 2018 slutade han på andra plats i Farmers Insurance Open efter att ha lett med ett slag inför avslutningsrundan. Norén förlorade mot Jason Day på det sjätte särspelshålet. Spelarna var tvungna att komma tillbaka för att avgöra det på måndagen eftersom fem hål inte kunde separera dem. Norén förlorade efter att ha slagit i vattnet med andraslaget och Jason Day gjort birdie.
I mars 2018 hade han ytterligare en bra vecka med en tredje plats i WGC-Matchplay. Han tog sig hela vägen till semifinal, där han mötte Kevin Kisner. Det var en jämn match, där inga spelare var mer än 1 upp i matchen. Norén hade en putt på 18:e hålet för att vinna men han missade. Istället förlorade han på nästkommande hål efter att ha felläst en putt som kostade en bogey. Han vann senare mot Justin Thomas i matchen om tredjepris med 5-3.
I juli 2018 vann Norén HNA Open de France på European Tour för sin tionde titel på touren. Tävlingen spelades på Le Golf National utanför Paris.
I september samma år spelade han till sig en plats i det europeiska Ryder Cup-laget för första gången i karriären och deltog därför i 2018 års upplaga av den prestigefyllda lagtävlingen mellan Europa och USA. Europa vann över USA med 17 ½ mot 10 ½. Lustigt nog spelades även denna tävling på Le Golf National utanför Paris i Frankrike. Noréns resultat var 2-1-0 och han vann sin singelmatch mot Bryson DeChambeau.

### 2019–
Norén hade svårt att följa upp sina framgångsrika år under 2019. Han hade en del problem resultatmässigt på golfbanan. Han noterade endast en topp tio under hela året, en delad tiondeplats på RSM Classic i november på PGA Tour. Utöver det var det många placeringar runt 40:e plats vilket skulle leda till ett tapp på världsrankingen till en 64:e plats, efter att ha börjat året på en 20:e plats.
| Alexander Norén                         |                                         |
| Norén under Omega European Masters 2012 |                                         |
| Personlig information                   |                                         |
| Namn                                    | Alexander Norén                         |
| Född                                    | 12 juli 1982 (42 år) Stockholm, Sverige |
| Längd                                   | 1,80 m                                  |
| Nationalitet                            | Svensk                                  |
| Bostad                                  | Stockholm, Sverige                      |
| Karriär                                 |                                         |
| College                                 | Oklahoma State University               |
| Professionell                           | 2005                                    |
| Nuvarande tourer                        | European Tour PGA Tour                  |
| Tidigare tourer                         | Challenge Tour                          |
| Professionella segrar                   | 11                                      |
| Högsta ranking                          | 8 (28 maj 2017)                         |
| Antal segrar på touren                  |                                         |
| European Tour                           | 10                                      |
| Challenge Tour                          | 1                                       |
| Bästa resultat i majortävlingar         |                                         |
| Masters Tournament                      | D62: 2019                               |
| PGA Championship                        | D34: 2011                               |
| U.S. Open                               | D25: 2018                               |
| The Open Championship                   | D6: 2017                                |